# 2012年新疆地震
2012年新疆地震是指北京时间2012年6月30日5时07分，发生于中国新疆维吾尔自治区伊犁新源县与巴音和静县交界处的6.6级地震，震源深度约7公里。乌鲁木齐市和新疆北部大部分城市均有震感，随后的5点11分、21分、24分又发生三次3.0级以上的地震，震级分别为3.9、3.2和3.0。

## 受灾情况
截至今日13时30分，新疆6.6级地震已造成新源县15132户52962人受灾，直接经济损失28542万元，35人受伤。另外，水、路、电、教室、医院、办公室等公共设施也受到不同程度的损毁。

## 救援情况
地震发生后，国家减灾委、民政部迅速组织开展地震灾害损失快速评估，向新疆维吾尔自治区调运2000顶帐篷、1万床棉被和1万件棉大衣，向新疆生产建设兵团调运500顶帐篷、2500床棉被和2500件棉大衣。